# Tesseract
Pour les articles homonymes, voir Tesseract (homonymie).

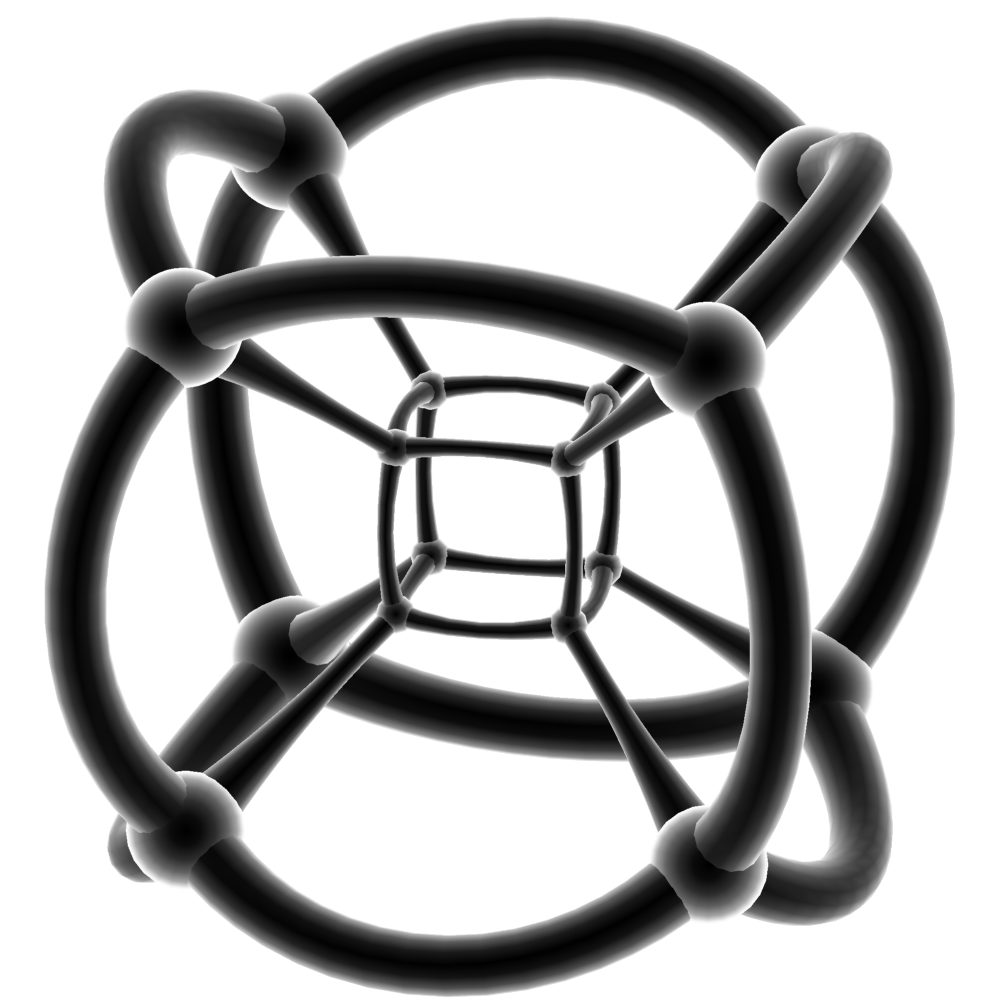
Projection stéréographique.

En géométrie, le tesseract, appelé aussi 4-hypercube ou encore 8-cellules ou octachore, est l'analogue quadridimensionnel du cube (tri-dimensionnel), où le mouvement le long de la quatrième dimension est souvent une représentation pour des transformations liées du cube à travers le temps. Le tesseract est au cube ce que le cube est au carré ; ou, plus formellement, le tesseract peut être décrit comme un 4-polytope régulier convexe dont les frontières sont constituées par huit cellules cubiques. 
Une généralisation du cube aux dimensions plus grandes que trois est appelée un « hypercube », « n-cube » ou « polytope de mesure ». Le tesseract est l'hypercube quadridimensionnel ou 4-cube. C'est un polytope régulier. C'est aussi un cas particulier de parallélotope : un hypercube est un parallélotope droit dont les arêtes sont de même longueur.
Selon l'Oxford English Dictionary, le mot « tesseract » a été conçu et utilisé pour la première fois en anglais en 1888 par Charles Howard Hinton dans son livre A New Era of Thought, à partir du grec ancien τέσσερεις ἀκτίνες / téssereis aktínes (« quatre rayons ») ionique, faisant référence aux quatre segments de droites à partir de chaque sommet vers les autres sommets. D'autres appellent cette figure un « tétracube ».

## Géométrie
Le tesseract standard en 4-espace euclidien est donné par l'enveloppe convexe des points (±1, ±1, ±1, ±1). C’est-à-dire qu'il est constitué des points :
{\displaystyle \{(x_{1},x_{2},x_{3},x_{4})\in \mathbb {R} ^{4}\mid -1\leq x_{i}\leq 1\}.}
Un tesseract est limité par huit hyperplans (xi = ±1). Chaque paire d'hyperplans non-parallèles se coupent pour former 24 faces carrées dans un tesseract. Trois cubes et trois carrés se coupent à chaque arête. Il existe quatre cubes et quatre arêtes qui se rencontrent à chaque sommet. Au total, il est constitué de 8 cubes, 24 carrés, 32 arêtes et 16 sommets.
Puisque chaque sommet d'un tesseract est adjacent à quatre arêtes, la figure de sommet d'un tesseract est un tétraèdre régulier. Ainsi, le tesseract est donné par le symbole de Schläfli {4,3,3}. Le polytope dual du tesseract est appelé l'hexadécachore ou 16-cellules, avec le symbole de Schläfli {3,3,4}.

### Projections en 2 dimensions
La construction d'un hypercube peut être imaginée de la manière suivante : 
- 1-dimension : Deux points A et B peuvent être connectés en un segment [AB].
- 2-dimensions : Deux segments parallèles [AB] et [CD] peuvent être connectés pour devenir un carré, avec les coins marqués ABCD.
- 3-dimensions : Deux carrés parallèles ABCD et EFGH peuvent être connectés pour devenir un cube, avec les coins marqués ABCDEFGH.
- 4-dimensions : Deux cubes parallèles ABCDEFGH et IJKLMNOP peuvent être connectés pour devenir un hypercube, avec les coins marqués ABCDEFGHIJKLMNOP.

Cette structure n'est pas aisée à imaginer mais il est possible de projeter des tesseracts dans des espaces tri ou bi-dimensionnels. En outre, les projections sur un plan bidimensionnel deviennent plus instructives en réarrangeant les positions des points projetés. De cette manière, on peut obtenir des images qui ne reflètent plus les relations spatiales dans le tesseract, mais qui illustrent la structure de connexion des sommets, comme indiqué dans les exemples suivants :
|  |  |  |  |  |

L'illustration sur la gauche montre comment un tesseract est, en principe, obtenu en combinant deux cubes. Le procédé est similaire à la construction d'un cube à partir de deux carrés :
Juxtaposer deux copies d'un cube de dimension inférieure et connecter les sommets correspondants. Le centre de l'image provient du fait que chaque arête est de la même longueur. Cette image permet aussi au cerveau humain de trouver une multitude de cubes qui sont interconnectés convenablement. Le diagramme sur la droite ordonne finalement les sommets du tesseract en respectant les distances le long des arêtes, en préservant le point de base. Cette vue est intéressante lorsque l'on utilise des tesseracts comme base pour une topologie de réseau pour brancher des processeurs multiples en informatique parallèle : la distance entre deux nœuds est au plus 4 et il existe beaucoup de chemins différents pour permettre un balancement pondéral.
Le motif de connexion des sommets du tesseract est le même qu'une rangée de carrés 4×4 dessinés sur un tore ; chaque cellule (représentant un sommet du tesseract) est adjacente à exactement quatre autres cellules. Les tesseracts sont aussi des graphes bipartis, comme l'est un chemin, un carré, un cube et un arbre.

### Projections en 3 dimensions

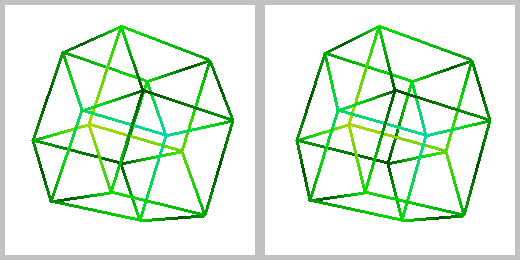
Une projection 3D stéréoscopique d'un tesseract.

Une projection 3D d'un 8-cellules exécutant une rotation simple sur un plan qui coupe la figure à partir de l'avant-gauche vers l'arrière-droit et du haut vers le bas.

Une projection 3D d'un 8-cellules exécutant une double rotation sur deux plans orthogonaux.

La projection parallèle cellule en premier du tesseract dans un espace tridimensionnel a une enveloppe cubique. Les cellules les plus proches et les plus éloignées sont projetées sur le cube, et les 6 cellules restantes sont projetées sur les 6 faces carrées du cube.
La projection parallèle face en premier du tesseract dans un espace tridimensionnel a une enveloppe cuboïdale. Deux paires de cellules sont projetées vers les moitiés supérieures et inférieures de cette enveloppe, et les 4 cellules restantes sont projetées vers les faces de côté.
La projection parallèle arête en premier du tesseract dans un espace tridimensionnel a une enveloppe de la forme d'un prisme hexagonal. Les 8 cellules sont projetées sur les volumes de la forme de prismes parallélogrammique, qui sont disposés dans le prisme hexagonal d'une manière analogue à la disposition des faces sur une projection de cube 3D sur 6 parallélogrammes dans une enveloppe hexagonale sous une projection sommet en premier.
La projection parallèle sommet en premier du tesseract dans un espace tridimensionnel a une enveloppe en forme de dodécaèdre rhombique. Il existe exactement deux manières de décomposer un dodécaèdre rhombique en 4 parallélépipèdes congrus, donnant un total de 8 parallélépipèdes possibles. Les images des cellules du tesseract sous cette projection sont précisément ces 8 parallélépipèdes. Cette projection est aussi celle qui a le volume maximal.

### Développement du tesseract
Le tesseract peut être développé en huit cubes, comme le cube peut être développé en six carrés. Le développement d'un polyèdre est appelé un patron. Il existe 261 patrons distincts du tesseract (voir la figure adjacente pour un exemple d'un de ces 261 patrons). Les développements des tesseracts peuvent être comptés en appliquant les patrons sur des arbres avec paires (un arbre mis en coïncidence parfaite avec son complémentaire).  

Un patron d'un tesseract.

## Dans l'art et la littérature
- Robert A. Heinlein a mentionné les hypercubes dans au moins trois de ses histoires de science-fiction. Dans La Maison biscornue (1941), il décrit une maison construite comme un patron (un développement de cellules dans un espace tri-dimensionnel) d'un tesseract. Elle s'effondra, devenant un tesseract réel. Le roman de Heinlein de 1963 Route de la gloire inclut le foldbox, une caisse d'emballage hyperdimensionnelle qui est plus grande à l'intérieur qu'à l'extérieur.
- Un hypercube est utilisé comme le deus ex machina principal du livre de Robert J. Sawyer Factoring Humanity, apparaissant même sur la couverture de l'édition nord-américaine.
- Le tesseract est mentionné dans le roman de fantasy pour enfants A Wrinkle in Time, par Madeleine L'Engle, comme une manière d'introduire le concept de dimensions plus élevées, mais la description correspond plus à un trou noir.
- Le tableau Crucifixion (Corpus Hypercubus) de Salvador Dalí, 1954, représente Jésus crucifié sur le patron d'un hypercube. Il est exposé au Metropolitan Museum of Art à New York.
- Dans le film Interstellar de Christopher Nolan, Cooper plonge dans le trou noir Gargantua. Il s'éjecte de sa navette Ranger à court de carburant et se retrouve dans un espace étrange, une nouvelle dimension en forme de tesseract géant.
- Dans le film Cube²: Hypercube réalisé par Andrzej Sekuła et sorti en 2002, une jeune femme se réveille dans un hypercube, où 4 dimensions spatiales définissent les lieux. Prisonnière, elle explore les différentes pièces, rencontrant de nouvelles personnes, afin de s'en échapper, en vie…
- Tesseract est également le nom d'un groupe de métal progressif britannique, souvent considéré comme rattaché au mouvement djent. Le nom de « Tesseract » a sans doute été inspiré par la musique du groupe, utilisant des signatures rythmiques inhabituelles, des polyrythmies, renvoyant ainsi à un esprit mathématique. Tous les visuels d'albums et EPs sont inspirés, soit d'un hypercube, soit d'autres figure géométriques.
- Dans l'univers des bandes dessinées de l’éditeur Marvel Comics (et particulièrement dans son univers cinématique adapté), le tesseract est l'autre nom du Cube cosmique, un récipient de confinement en forme de cube cristallin pour la pierre de l'Espace, l'une des six pierres d'infinité antérieures à l'univers et possédant une énergie illimitée.
- Dans le livre Solénoïde de Mircea Cârtârescu le « Tesseract » est longuement abordé à partir de la page 540 de l’édition Points 2021.

## En architecture informatique
En informatique, le terme hypercube fait référence à deux concepts :
1. Une base multidimensionnelle à des finalités de rapport et d'analyse. Elle se décompose en « dimensions » et en « faits » ; les faits sont les valeurs numériques (typiquement « nombre de ventes »), les dimensions sont les identifiants qui permettent de retrouver les faits dans les cellules de stockage ; on peut ainsi obtenir un « sous-cube » (pas forcément convexe...) comme résultat d'une requête sur un cube et le traiter par union, intersection avec un autre résultat de requête.
2. un type précis d'ordinateur en calcul parallèle, dont les processeurs, ou les éléments de calcul (PEs), sont interconnectés de la même manière que les sommets d'un hypercube.

Ainsi, un ordinateur hypercube n-dimensionnel a 2n PEs, chacun directement connecté à n autres PEs.
Les exemples incluent les machines nCUBE (en) utilisées pour gagner le premier prix Gordon Bell (en), le Caltech Cosmic Cube (en) et la Connection Machine (en), qui utilise la topologie hypercube pour connecter des groupes de processeurs. 
La société SGI propose à son catalogue des machines avec des réseaux infiniband en topologie hypercube.